# Organització Revolucionària 17 de Novembre
L'Organització Revolucionària 17 de Novembre (en grec: Επαναστατική Οργάνωση 17 Νοέμβρη, Epanastatiki Organosi dekaefta Noemvri), també coneguda com a 17N, fou una organització marxista de guerrilla urbana formada el 1975 i, segons es creu, dissolta el 2002 després de la detenció i el judici d'un bon nombre dels seus membres. El grup va assassinar 23 persones en 103 atacs a objectius estatunidencs, britànics, grecs i turcs. El nom de l'organització s'inspira en el dia de 1973 que va tenir lloc l'aixecament contra la junta militar a la Universitat Politècnica Nacional d'Atenes. El Departament d'Estat dels Estats Units, l'Estat grec, i el Regne Unit l'han considerat com a organització terrorista.

## Formació
El nom del grup, 17N, es refereix a l'últim dia de la revolta de la Universitat Politècnica Nacional d'Atenes, en la que tingué lloc una protesta contra la contra la Junta Militar grega (1967-1974), període conegut com a Règim dels Coronels. L'aixecament va ser sagnantment reprimit per l'exèrcit. A més d'assassinats, segrestos i atacs simbòlics en empreses i oficines governamentals, 17N va recolzar les seves activitats amb almenys 11 robatoris de bancs, aconseguint una quantitat aproximada de US$ 3,5 milions. Els membres de 17N ostentaven registres financers detallats, trobats en una de les seves cases de seguretat el 2002, per documentar que els diners robats va ser utilitzats per a propòsits revolucionaris.

## Atemptats
El primer atemptat de 17N, el 23 de desembre de 1975, va ser contra el cap de la secció d'Atenes de l'Agència Central d'Intel·ligència, Richard Welch. Welch va ser assassinat a trets, fora de la seva residència, per quatre assaltants, en presència de la seva esposa i el conductor. Les reiterades demandes de responsabilitat del 17N van ser ignorades fins al desembre de 1976, quan va assassinar l'ex-cap d'intel·ligència de la policia de seguretat grega, Evangelos Mallios, i va deixar la seva proclamació a l'escena del crim. El gener de 1980, fou el torn de Pantelis Petrou, el sotsdirector de la policia antiavalots (MAT), i el seu xofer. També va intervenir amb dues llargues proclames oferint orientació teòrica a la lluita armada grega i criticant un grup rival no letal, Lluita Revolucionària Popular (ELA), per incompetència operativa i pobra selecció d'objectius.
17N va reprendre els seus atacs el novembre de 1983, causant la mort del segon cap de la missió d'assistència militar dels EUA a Grècia (JUSMAGG), George Tsantes. El 1985 s'ampliaren els seus objectius amb l'assassinat de l'editor d'un diari conservador, Nikos Momferatos. El manifest deixat a prop del cadàver acusava Momferatos de connexions amb la CIA esgrimint que Grècia "segueix sent un règim titella en mans dels imperialistes nord-americans i l'establishment econòmic". El 1986, 17N assassinà Dimitris Angelopoulos, un dels principals industrials de Grècia, al·legant que ell i altres membres de la "classe d'alta burgesia lumpen" de Grècia estaven saquejant el país a costa dels treballadors.
17N respongué a l'escàndol George Koskotas de 1988 amb una onada d'assassinats i segrestos. A les eleccions parlamentàries de 1989, 17N instà als votants a desfigurar els seus vots amb l'estrella del 17N. L'assassinat del diputat de Nova Democràcia Pavlos Bakoyannis al setembre de 1989 va provocar la indignació pública, fins i tot entre els comunistes grecs, els qui respectaven Bakoyannis com a valent periodista anti-Junta. El grup va abandonar les seves pretensions electorals i va prendre un gir més nacionalista.
Altres víctimes foren el capità William Nordeen, agregat de defensa dels EUA, l'automòbil del qual va ser destruït per un cotxe-bomba a pocs metres de la seva residència el 28 de juny de 1988 i el sergent de la Força Aèria dels EUA Ronald O. Stewart, que va ser assassinat el 12 de març de 1991 per una bomba detonada a distància fora del seu apartament.
A més de la seva agenda anti-americana i anti-capitalista, el grup també s'oposà a Turquia i a l'OTAN. Çetin Görgü, agregat de premsa turc, morí d'un tret en el seu cotxe, el 7 d'octubre de 1991; Ömer Haluk Sipahioglu, conseller de l'ambaixada de Turquia, va ser disparat en un carrer d'Atenes el 4 de juliol de 1994; el propietari de la drassana Constantinos Peratikos, se'l va disparar quan sortia de l'oficina el 28 de maig de 1997; i el brigadier Stephen Saunders, el 8 de juny de 2000.
17N utilitzava dues pistoles M1911 0,45 semiautomàtiques com a "armes de preferència", com així es feia patent en l'assassinat cara a cara. L'any 1985 el grup va fer explotar la seva primera bomba, usant un cable llarg per detonar explosius robats d'una pedrera, contra un autobús ple de policies antiavalots, matant a un d'ells.
L'octubre de 1986, 17N va bombardejar quatre oficines de recaptació d'impostos. Aquest va ser el seu primer atac de baix nivell contra immobiliari. El desembre de 1988 17N va robar 114 coets antitancs obsolets d'un dipòsit militar grec mal protegit. Entre 1990 i 1999 va dur a terme 24 atacs amb coets, tots ells menys tres dirigits a immobles en lloc de persones. El novembre de 1990, un atac amb coets contra la limusina blindada de l'armador Vardis Vardinogiannis va fallar. L'any 1991 17N va disparar contra un autobús de la policia antiavalot, matant a un oficial i ferint a 14 membres. El juliol del 1992, un jove transeünt, Thanos Axarlian, va morir en un atac fallit amb coet contra el ministre d'Economia Ioannis Palaiokrassas.
Després del seu atac inaugural al cap de la CIA, el grup va tractar de publicar el seu manifest en els principals diaris. El seu primer comunicat, afirmant l'autoria de l'assassinat de Richard Welch, va ser enviat inicialment al periòdic francès Libération. Fou a través de les oficines de Jean Paul Sartre que es facilità el comunicat al rotatiu però no es va arribar a publicar. Després dels posteriors atacs, 17N enviava generalment un comunicat al diari Eleftherotypia. El grup sostenia en els seus comunicats que volia desfer-se de les bases nord-americanes de Grècia, retirar els militars turcs de Xipre i trencar els llaços de Grècia amb l'OTAN i la Unió Europea.
El 7 d'abril de 1998, el grup va utilitzar un coet anti-armadura robat per atacar una sucursal de l'entitat bancària estatunidenca Citibank, que va causar danys però no ferits, ja que l'ogiva no va arribar a explotar. El coet va ser disparat per control remot des d'un cotxe aparcat fora del banc, al carrer de Drossopoulou, al districte de Kypseli d'Atenes.

### Víctimes

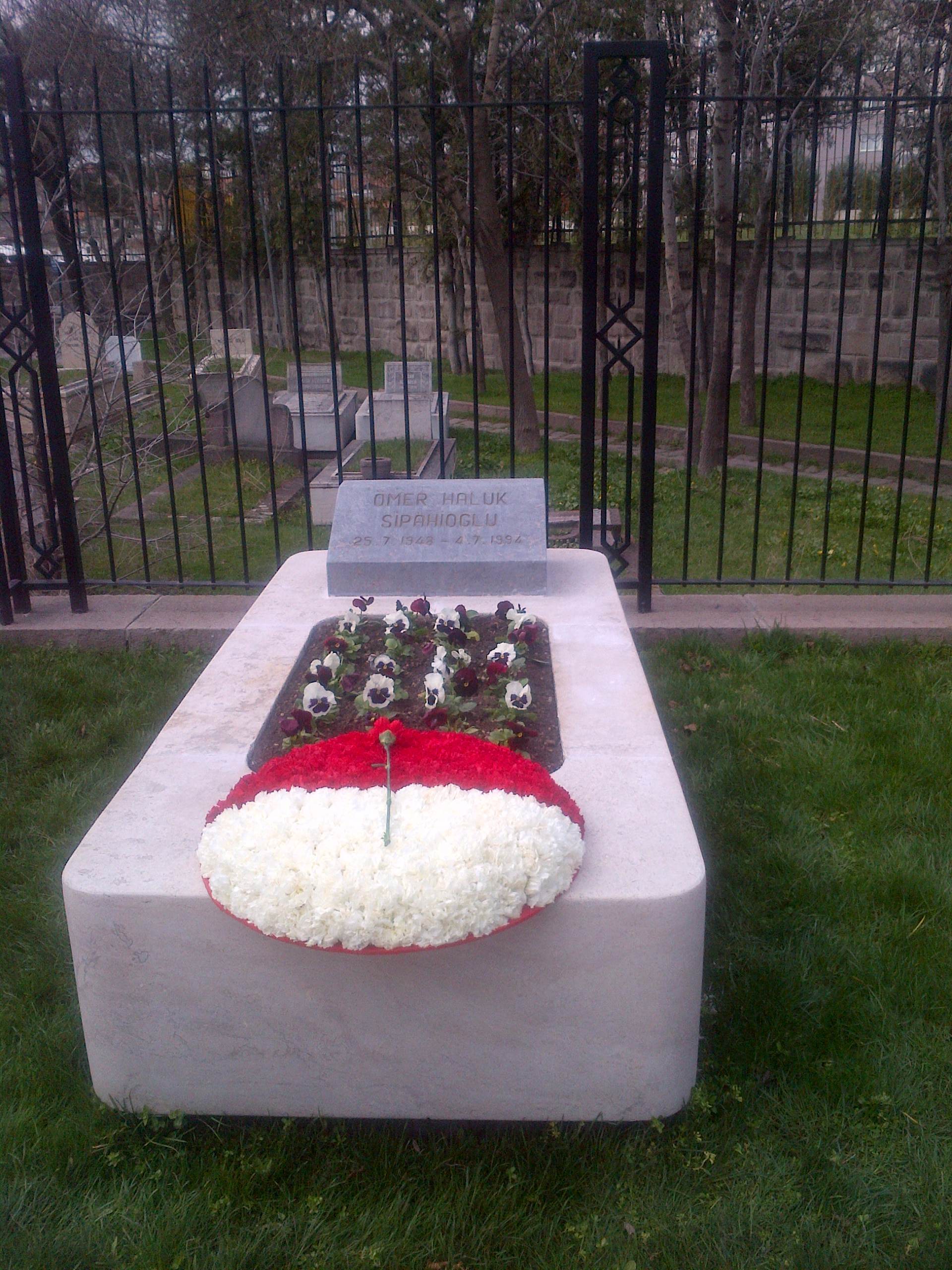
La tomba a Ankara de Ömer Haluk Sipahioğlu, conseller de l'ambaixada turca a Atenes, assassinat el 4 juliol 1994.

Llista de víctimes conegudes per assassinat i segrest del 17N:
- Richard Welch, cap de la secció de la CIA a Atenes. (23 de desembre 1975)
- Evangelos Mallios, policia acusat de torturar presos polítics durant el règim dels Coronels. (14 de desembre 1976)
- Pantelis Petrou, cap de la Unitat de Control d'Avalots de la policia grega (MAT). (16 de gener 1980)
- Sotiris Stamoulis, xofer de l'esmentat anteriorment. (16 de gener 1980)
- George Tsantes, capità de la Marina dels Estats Units d'Amèrica, executiu d'alt rang del JUSMAGG (15 de novembre 1983)
- Nikos Veloutsos, xofer de l'esmentat anteriorment. (15 de novembre 1983)
- Robert Judd, sergent de l'exèrcit, oficial postal del JUSMAGG a Grècia, ferit en l'intent d'assassinat. (3 d'abril 1984)
- Christos Matis, guardaespatlles, assassinat en l'atracament a un banc. (24 de desembre 1984)
- Nikos Momferatos, publicista del periòdic Apogevmatini. (21 de febrer 1985)
- Georgios Roussetis, xofer de l'esmentat anteriorment. (21 de febrer 1985)
- Nikolaos Georgakopoulos, policia anti-avalot, assassinat amb cotxe-bomba. (26 de novembre 1985)
- Dimitrios Aggelopoulos, president de la junta de l'empresa Halyvourgiki. (8 d'abril 1986)
- Zacharias Kapsalakis, metge i propietari d'una clínica, disparat a ambdues cames. (4 de febrer 1987)
- Alexander Athanasiadis, industrial. (1 de març 1988)
- William Nordeen, capità de la Marina dels Estats Units d'Amèrica, assassinat amb cotxe-bomba. (23 de juny 1988)
- Constantinos Androulidakis, fiscal, disparat a les cames i mort lentament per complicacions. (10 de gener 1989)
- Panayiotis Tarasouleas, fiscal, disparat a ambdues cames. (18 de gener 1989)
- Giorgos Petsos, ministre i diputat del PASOK, ferit al seu cotxe per una bomba adherida. (8 de maig 1989)
- Pavlos Bakoyannis, diputat de Nova Democràcia. (26 de setembre 1989)
- Ronald O. Stewart, sergent de la Força Aèria dels Estats Units d'Amèrica, assassinat amb cotxe-bomba. (13 de març 1991)
- Deniz Bölükbaşı, encarregat de negocis turc, ferit amb cotxe-bomba. (16 de juliol 1991)
- Çetin Görgü, adjunt de la premsa turca. (7 d'octubre 1991)
- Yiannis Varis, oficial de policia, assassinat en un atac amb míssils i granades de mà contra un autobús d'antiavalots. (2 de novembre 1991)
- Athanasios Axarlian, un jove vianant, assassinat per la metralla durant un atac amb coets dirigits contra la limusina del ministre de Finances, Ioannis Palaiokrassas. (14 de juliol 1992)
- Eleftherios Papadimitriou, diputat de Nova Democràcia, disparat a ambdues cames. (21 de desembre 1992)
- Michael Vranopoulos, antic governador del Banc Nacional de Grècia. (24 de gener 1994)
- Ömer Haluk Sipahioğlu, conseller de l'ambaixada turca a Atenes. (4 de juliol 1994)
- Costis Peraticos, navilier, propietari de la Drassana Eleusis. (28 de maig 1997)
- Stephen Saunders, militar adjunt de l'ambaixada britànica a Atenes. (15 de gener 2000)

## Judici
El 29 de juny de 2002, les autoritats gregues van capturar a un sospitós ferit, Savvas Xiros, després d'un intent d'atemptat fallit contra la companyia de ferris Minoan Flying Dolphins al Pireu. La captura i interrogatori de Xiros van permetre el descobriment de dues cases de seguretat i l'arrest de sis sospitosos més, entre ells dos germans de Savvas. Un antic estudiant de matemàtiques de 58 anys, que portava vivint clandestinament des de 1971, Aléxandros Giotópulos, va ser identificat com el líder del grup i detingut el 17 de juliol de 2002 a l'illa de Leipsoi. El 5 de setembre, Dimitris Koufodinas, identificat com a cap d'operacions del grup, es va lliurar a les autoritats. En total, dinou persones van ser acusades d'uns 2.500 delictes relacionats amb les activitats del 17N.
El judici dels sospitosos de terrorisme va començar a Atenes el 3 de març de 2003, amb Christos Lambrou servint com a fiscal general de l'Estat grec. D'acord amb la llei de limitacions a 20 anys, els delictes comesos abans de 1984 (com l'assassinat del cap de la CIA) no van poder ser jutjats pel tribunal. El 8 de desembre, quinze dels acusats, entre ells Giotopoulos i Koufodinas, van ser declarats culpables; quatre acusats van ser absolts per falta de proves. Els membres convictes van ser condemnats el 17 de desembre de 2003. Tots els acusats condemnats van apel·lar. El 3 de maig de 2007, es van confirmar les condemnes.
A principis de gener de 2014, Christodoulos Xyros, un dels líders presos de l'organització, es va escapar de la presó. El 6 de gener, no es va presentar a la policia després de sortir de la presó sota la condició que informés a la policia cada dia, el que ha fet sis vegades en 18 mesos.